# Bismarck, Illinois
Bismarck là một làng thuộc quận Vermilion, tiểu bang Illinois, Hoa Kỳ. Năm 2010, dân số của làng này là 579 người.

## Dân số
Dân số qua các năm:
- Năm 2000: 542 người.
- Năm 2010: 579 người.